# Tipula brunnicosta
Tipula brunnicosta är en tvåvingeart som beskrevs av Enrico Adelelmo Brunetti 1912. Tipula brunnicosta ingår i släktet Tipula och familjen storharkrankar. Inga underarter finns listade i Catalogue of Life.